# Баффало (Канзас)
Баффало (англ. Buffalo) — місто (англ. city) в США, в окрузі Вілсон штату Канзас. Населення — 217 осіб (2020).

## Географія
Баффало розташоване за координатами 37°42′33″ пн. ш. 95°41′50″ зх. д. / 37.70917° пн. ш. 95.69722° зх. д. (37.709107, -95.697208).  За даними Бюро перепису населення США в 2010 році місто мало площу 0,86 км², уся площа — суходіл.

## Демографія
Згідно з переписом 2010 року, у місті мешкали 232 особи в 95 домогосподарствах у складі 70 родин. Густота населення становила 269 осіб/км².  Було 123 помешкання (143/км²).
Расовий склад населення:
| - 97,8 % — білих - 0,9 % — корінних американців |

До двох чи більше рас належало 1,3 %. Частка іспаномовних становила 0,9 % від усіх жителів.
За віковим діапазоном населення розподілялося таким чином: 26,7 % — особи молодші 18 років, 59,1 % — особи у віці 18—64 років, 14,2 % — особи у віці 65 років та старші. Медіана віку мешканця становила 40,0 року. На 100 осіб жіночої статі у місті припадало 101,7 чоловіків;  на 100 жінок у віці від 18 років та старших — 109,9 чоловіків також старших 18 років.
Середній дохід на одне домашнє господарство  становив 47 198 доларів США (медіана — 37 159), а середній дохід на одну сім'ю — 58 421 долар (медіана — 51 042). За межею бідності перебувало 22,4 % осіб, у тому числі 34,7 % дітей у віці до 18 років та 12,9 % осіб у віці 65 років та старших.
Цивільне працевлаштоване населення становило 134 особи. Основні галузі зайнятості: освіта, охорона здоров'я та соціальна допомога — 35,1 %, виробництво — 19,4 %, науковці, спеціалісти, менеджери — 11,2 %, сільське господарство, лісництво, риболовля — 9,7 %.